# Asimilace (sociologie)
Asimilace (z lat. ad-similare, při-podobnit, přizpůsobit) v sociologii a v kulturní antropologii znamená přizpůsobení menšiny nebo přistěhovalce okolní většinové společnosti. Zahrnuje ovládnutí a přijetí většinového jazyka, obyčejů a kultury alespoň v té míře, aby odlišnosti nebránily ve společenském uplatnění, ale může znamenat i úplné splynutí s většinovou společností.
Problém asimilace vyvstává ve dvou odlišných situacích:
- při integraci lokálních menšin do větších národních společností (zejm. nucená asimilace původního obyvatelstva) a
- při imigraci jednotlivých osob a skupin z jiného kulturního prostředí.

## Jazykové a kulturní menšiny
Starší uzavřené společnosti s malou mobilitou vyžadovaly od přistěhovalců obvykle úplné přizpůsobení jazykové, kulturní i náboženské, ale jen na malém prostoru obce nebo města. Zato mezi sousedními městy a kraji mohly být i značné odlišnosti jazykové (nářečí) a kulturní: kroj, strava, zvyky, slavnosti a podobně. Naopak moderní společnosti se vyznačují velkou mírou (vnitřní) mobility a zároveň vysokým stupněm kulturní integrace v širokém rámci národní společnosti, případně státu. Asimilaci podporuje spisovný jazyk, školství, masová média, hromadná výroba oblečení i potravin, ale zejména mobilita a smíšené sňatky.
V průběhu novověku asimilaci lokálních skupin výrazně prosazovaly hlavně absolutistické státy, aby tak podpořily soudržnost celé společnosti a oslabily případné odstředivé tendence. Ve Španělsku, ve Velké Británii a ve Francii byly národní společnosti kulturně homogenizovány už v pozdním středověku, ve Střední Evropě k tomu docházelo až od 18. století. Ale ještě Velká francouzská revoluce zrušila tradiční regiony, zavedla nové departementy a přísně zakázala užívání nářečí (francouzsky patois). Jen v okrajových oblastech se mohly místní odlišnosti udržet. V Rakousku mělo tato asimilační úsilí podobu germanizace, jež ovšem vyvolala jako reakci různá národní hnutí. V Německu a v Itálii nastoupila jazyková homogenizace, potlačení místních odlišností a nářečí až v 18. a 19. století. V Rusku začala ještě později a byla často i násilná (zákaz jiných jazyků ve školách, potlačení literatury a pod.).
Současné demokratické a pluralitní společnosti se snaží nároky na přizpůsobení spíše omezovat, aby se neztratily specifické rysy menšinové kultury, jež mohou být i pro většinovou společnost prospěšné. Na druhé straně mohou ovšem výrazné jazykové i kulturní odlišnosti člověku ztěžovat a omezovat možnosti společenského uplatnění, které se dnes často neomezuje jen na nejbližší okolí jeho domova. Všechny moderní společnosti proto hledají schůdný kompromis mezi respektováním kulturních zvláštností a nezbytnou mírou jazykového a kulturního přizpůsobení. V této souvislosti se pojem asimilace často odmítá a nahrazuje mírnější představou integrace.

## Imigrace jednotlivců a skupin
Problém asimilace či integrace přistěhovalců se liší v následujících ohledech:
- imigranti přicházejí jako jednotlivci nebo rodiny a netvoří přirozená soudržná společenství;
- často pocházejí z prostředí velice odlišného a s většinovou populací se nemohou ani domluvit;
- bývají zároveň sociálně znevýhodněni už svým původem, nižší kvalifikací a podobně;
- některé kulturní nebo náboženské rysy mohou být pro ně tak závažné, že se jich za žádnou cenu nechtějí vzdát a vytvářejí tudíž společensky nebezpečná gheta;
- pokud jejich obyvatele spojuje pouze jazyk a náboženství, mohou se vystupňovat do fundamentalistických hnutí.

Také zde se dnes dává přednost mírnější integraci, při níž se od přistěhovalců vyžaduje jen nezbytně nutná míra přizpůsobení, před představou úplné asimilace, jak ji představoval například americký koncept "tavicího kelímku" (melting pot). I v USA dnes vysílají televize ve španělštině, v čínštině a v dalších jazycích a i americká společnost hledá způsoby, jak si s touto novou situací poradit. Požadavek na zvládnutí "většinového" komunikačního jazyka a na jisté kulturní přizpůsobení se však patrně nedá obejít.

## Příklady
K téměř dokonalé asimilaci různých místních a jazykových skupin došlo ve všech evropských zemích, zvláště houževnatý odpor kladli například Irové, Poláci nebo Finové. Od 2. poloviny 20. století do současnosti mají západoevropské země jako Francie, Velká Británie, Švédsko, Německo, Nizozemí, Španělsko apod. velké problémy s asimilací velké části přistěhovavších občanů, zejména těch muslimského vyznání. Proti asimilaci bojují národní skupiny v Bělorusku a na Ukrajině, místní společenství na Korsice, v Baskicku nebo v Gruzii.
Obavy z asimilace většinovým prostředím vyvolaly řadu významných společenských hnutí i konfliktů, jako bylo národní obrození Čechů i dalších evropských národů. Také jedním z důvodů pro rozdělení Československa byla obava Slováků z asimilace.

## Nucená asimilace
V důsledku kolonialismu docházelo k nucené asimilaci původního obyvatelstva na územích Ameriky, Asie či Afriky. V Evropě probíhala nucená asimilace např. vůči kmenům Sámů v laponských oblastech. Častým nástrojem asimilace bylo zřizování internátních škol, kam byly posílány děti původních obyvatel a bylo zde důsledně hlídáno jejich osvojení si majoritní kultury (např. zákazem dodržovat původní zvyky, mluvit rodným jazykem atp.). Příkladem jsou Kanadské rezidenční školy pro původní obyvatele. 